# Borzaskata
A borzaskata, vagy más néven török kandilla, török katicavirág (Nigella damascena) a boglárkafélék (Ranunculaceae) családjának katicavirág (Nigella) nemzetségébe tartozó növényfaj. A Földközi-tenger vidékén és Közép-Európában honos hidegtűrő egyéves növény. Erős hatású alkaloidokat (damaszcenin) tartalmaz, e miatt étrend-kiegészítőkben való alkalmazása, magjának kivételével tiltott. Nevezik még kerti kandilla-, kék kandilla-, a puszták szüze-ként is, továbbá pókfű és ködvirág névvel is illetik.

## Jellemzői
Fényigényes, 40–50 cm magas lágy szárú egynyári növény. Szálas-fonalas, sallangos levelei fölött júliustól szeptemberig hozza kék vagy fehér, magányosan álló virágait. Telt virágú változatait vágott virágnak is termesztik. Termése felfújt tüszőtermés, melyet szárazkötészeti alapanyagként is hasznosítanak. Fekete, (Nigellae Melanthi, vagy Cumini nigbi samen néven ismert) gyógynövényként is alkalmazott magját általában márciustól áprilisig vetik állandó helyre. Erősen fűszeres íze miatt Németországban fűszerként is használják.
Kiskertekben is kedvelt dísznövény. Gyógynövényként gyomor- és bélhurut esetén alkalmazzák.
Fajták: „Miss Jekyll”, „Persian Jewels” (kék-piros-bíbor-fehér színkeverék)

## Elterjedése
A Mediterráneumban, Nyugat-Ázsiában, és a Kaukázusban honos.
Nevében a latin damascena jelentése damaszkuszi. A 16. században terjedt el Európában, kedvelt dísznövényként.

## Képek

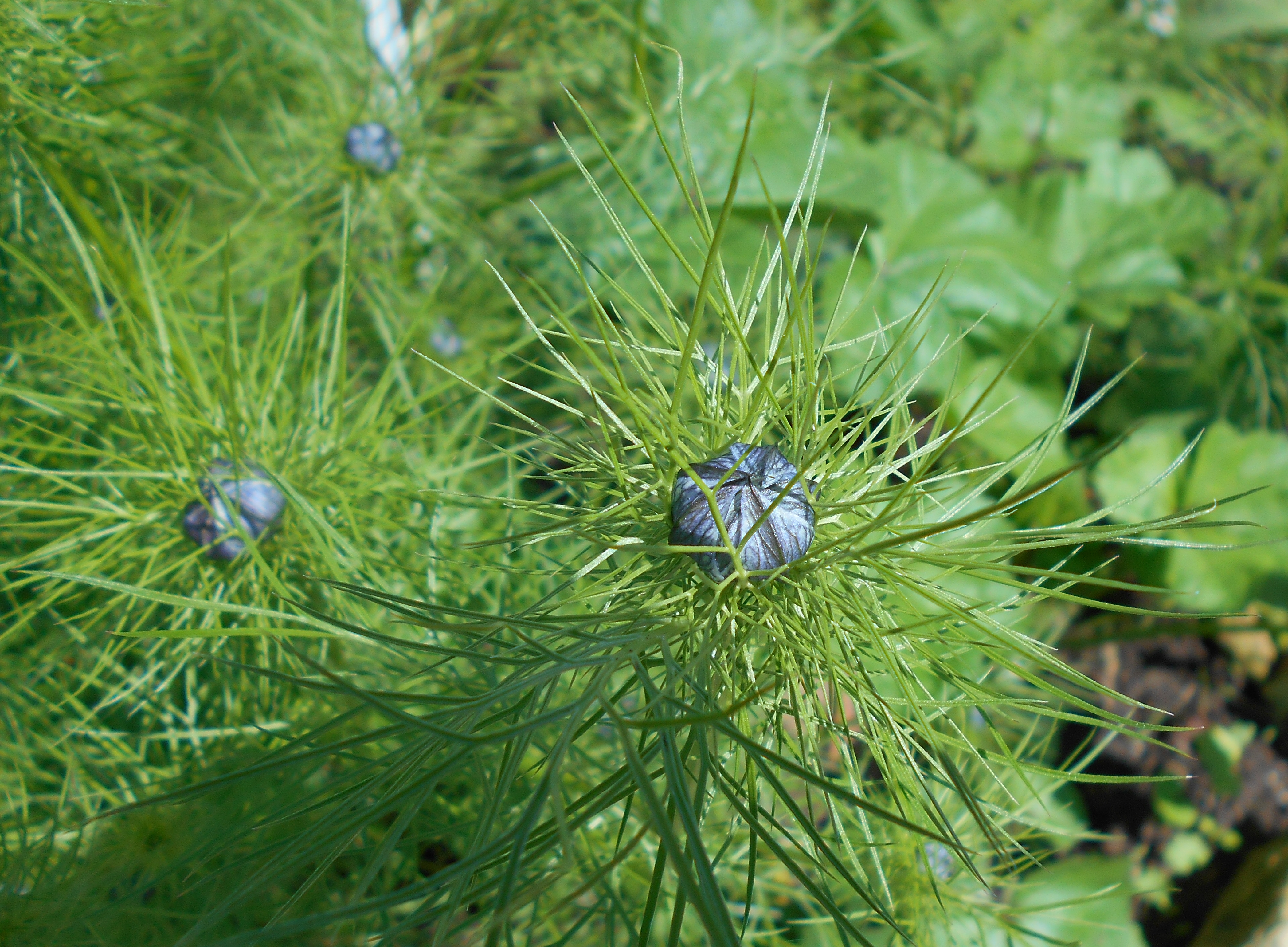
Bimbói
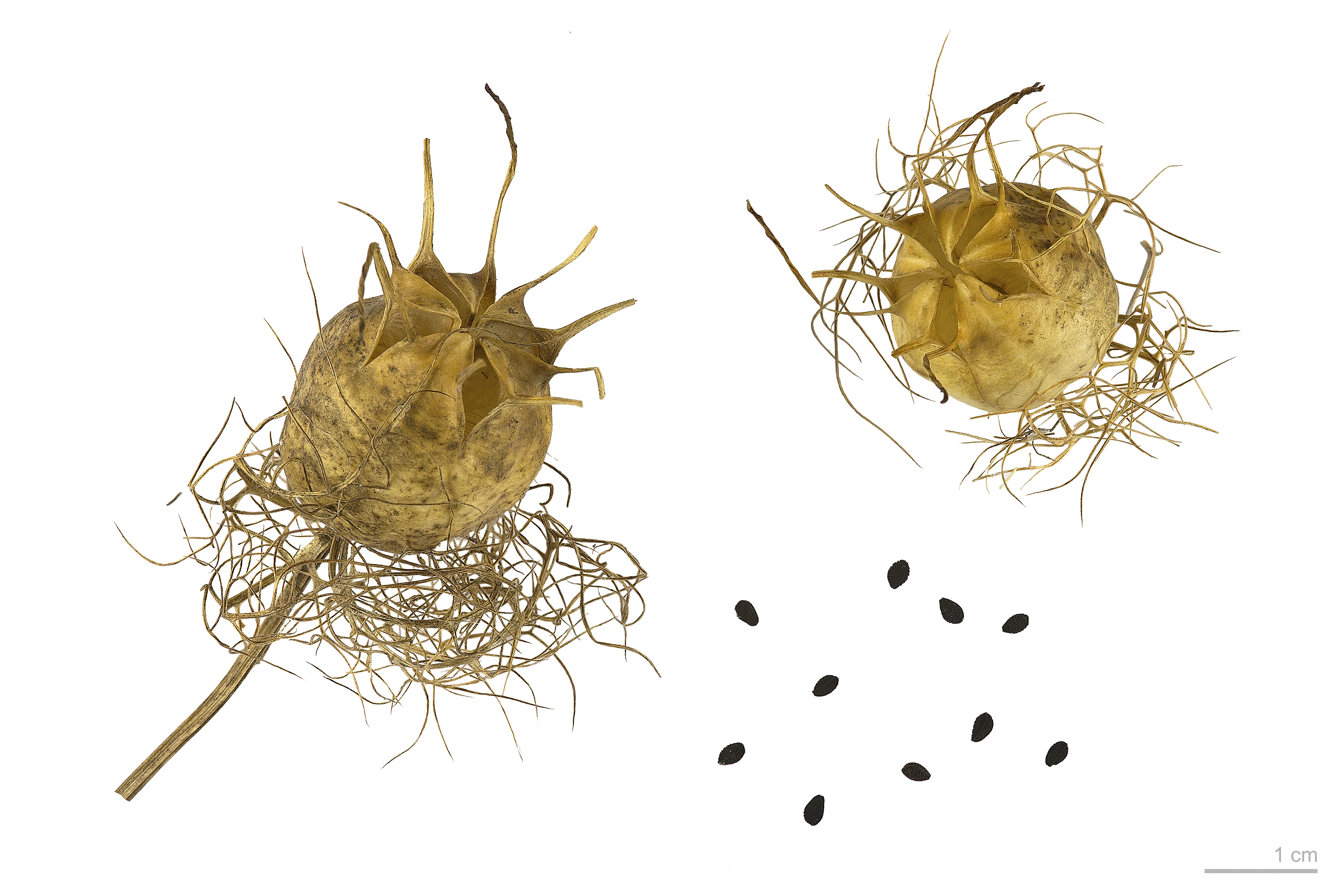
Termései és magvai a toulouse-i múzeumban